# Defensa del lecho de clavos
La defensa del lecho de clavos y la relacionada defensa de la cortina de guijarros son conceptos de misiles antibalísticos destinados a defender silos de misiles en contra de ataques.
El lecho de clavos consta de un campo de 2 metros (7 pies) de barras de acero corrugado largas que se elevan verticalmente desde el suelo en un patrón frente al silo a defender. Las ojivas dirigidas a silos de misiles impactarán al menos en una de las barras de refuerzo antes de tocar el suelo, lo que podría destruir la ojiva antes de que pueda dispararse. La cortina de guijarros es un concepto similar que consiste en una larga tira de pólvora rematada con bolas de acero que se activarían para volar en el aire y producir una «cortina» de perdigones.
Aunque ninguno de los dos sistemas es totalmente eficaz, en comparación con otras defensas antimisiles cuesta muy poco construirlos y son lo suficientemente eficaces como para aumentar el número de ataques fallidos y, por tanto, exigir que se gaste un mayor número de ojivas en cualquier ataque al silo, dejando al atacante menos ojivas para usar en otros objetivos. Además, los resultados de un ataque de contrafuerza serían mucho menos predecibles, lo que haría que dicho ataque fuera menos valioso.
La cuestión de la capacidad de supervivencia de la fuerza de misiles Minuteman fue planteada repetidamente por el Departamento de Defensa (DOD) después de 1969. Aunque estas sencillas medidas de protección podían implementarse rápidamente y casi sin costo alguno, prácticamente no había interés por parte del Departamento de Defensa o de la Fuerza Aérea de los Estados Unidos en hacerlo. Gran parte de esto parece deberse al deseo de reemplazar el Minuteman con el misil MX.

## Ataques de contrafuerza
Los vehículos de reentrada atmosférica (RV) de misiles balísticos intercontinentales modernos tienen forma de cono para tener una baja resistencia a la velocidad hipersónica. Esto reduce el tiempo que pasan volando a través de la atmósfera durante el reingreso, disminuyendo el efecto de vientos desconocidos y reduciendo el tiempo que son vulnerables al contraataque. Por ejemplo, un vehículo recreativo de alta resistencia que cae a unos 100 metros por segundo (360 km/h) tardaría un minuto en cruzar los últimos 6 kilómetros (3,7 mi) de la atmósfera, a una 30 kilómetros por hora (18,6 mph) viento, el RV se desviaría de su rumbo 500 metros (546,8 yd). A esa velocidad, también sería un objetivo para cañones antiaéreos convencionales de corto alcance como el M61 Vulcan.
Para destruir un silo de misiles Minuteman, debe producirse una explosión de 1 TM en un radio de unos 500 metros (546,8 yd) con suficiente energía de la explosión yendo al suelo para ser efectiva. Esto exige que la ojiva explote a una altitud muy baja, idealmente alrededor de unos 250 metros (273,4 yd). A principios de la década de 1970, se pensaba que los vehículos recreativos soviéticos tenían una precisión del orden de 1 milla náutica (1,9 km), lo suficiente para llevar uno al radio letal si se dispararan dos a cada silo.
Después de viajar en una trayectoria balística, los vehículos recreativos enemigos se acercarían a los silos desde el norte en un ángulo de elevación de aproximadamente 22° grados sobre el horizonte. Si bien la precisión del sistema de guía es suficiente para mantenerlos dentro del alcance en términos de radio del suelo, esa misma precisión es demasiado baja para garantizar que esté a la altitud correcta al pasar sobre el silo. Se necesitaría alguna forma de medición directa de la altitud.
Supongamos que se utiliza un altímetro tipo barómetro configurado para dispararse a 250 metros; si el sensor tiene una imprecisión del 1% al medir la altitud según un valor nominal 14.7 psi (1.010 mbar) presión atmosférica, que representa una diferencia de altitud de 120 metros (131,2 yd). Esto seguiría siendo letal en términos de altitud. Sin embargo, viajar a ángulo de 22.º grados significa que el tiempo que lleva cruzar esa imprecisión de altitud de 120 metros hará que se mueva 250 metros (273,4 yd) lateralmente, lo que puede llevarlo fuera del radio letal.
Otra posibilidad es utilizar un radioaltímetro o dispositivo similar que mida directamente la distancia al suelo y así pueda disparar con precisión. El problema con este enfoque es que los defensores podrían enviar señales desde radios terrestres que confundirían al altímetro o provocarían que se disparara prematuramente. Un sistema así sería «el colmo de la tontería dada la destreza de interferencia estadounidense».
Como resultado, basándose en la tecnología de la década de 1970, la única forma eficaz de atacar un silo es mediante espoletas de contacto. La imprecisión es la de la guía interna del RV, pero cuando explota en la superficie pone la máxima cantidad de energía en el suelo y así maximiza el radio letal.

## Lecho de clavos
El lecho de clavos era un concepto destinado a contrarrestar las armas con espoleta de contacto. Consistía en un campo de barras de acero corrugado convencionales cada 2 metros (7 pies) de largo y clavadas en el suelo aproximadamente 0,6 metros (2 pies). Estaban dispuestas en hileras con las barras separadas 1 metro (3 pies) en una fila a unos 600 metros (656,2 yd) de largo. Se dispusieron 150 filas de este tipo 5 metros (5,5 yd) de distancia. El resultado fue un campo de 600 metros de ancho, 450 metros de largo y alrededor de 1,4 metros de altura.
Dado el bajo ángulo de aproximación, cualquier ojiva apuntada al silo que cayera lo suficientemente cerca como para ser letal golpearía una de las barras de refuerzo y sería destruida. Existe la posibilidad de que la mecha golpee la barra y se dispare, o que el RV sobreviva al golpe y golpee el suelo y se dispare, pero estas son posibilidades relativamente pequeñas. En un escenario de ataque total de contrafuerza, el sistema al menos garantizaría la supervivencia de una buena población de misiles estadounidenses, asegurando una capacidad de contraataque y que la destrucción mutua asegurada no se vería comprometida.
El costo estimado del sistema fue de aproximadamente 60 000 dólares por silo en 1976.

## Cortina de guijarros
El concepto de cortina de guijarros, estrechamente relacionado, se puede considerar como una versión activa del lecho de clavos. Consta de una franja de 300 metros (984,3 pies) de ancho de propulsor, normalmente pólvora, con muchas bolitas de acero de 10 gramos (0,4 oz) en la parte superior. En total serían unos 10 toneladas de pellets, que cuestan unos 2000 dólares, y 1 tonelada de propulsor. Cuando se activan, los perdigones se lanzan verticalmente al aire, formando una «cortina» de bolas. Al igual que el lecho de clavos, un vehículo recreativo que impactara uno de estos perdigones probablemente quedaría destruido. La principal ventaja de este sistema es que al estar enterrado es mucho más difícil de destruir.
A diferencia del lecho de clavos, que es totalmente pasivo, la cortina de guijarros debería activarse en el momento adecuado. Normalmente, esto se lograría colocando un radar a poca distancia al norte del silo. Como el radar mira hacia el costado del vehículo recreativo a medida que pasa, el retorno es entre 1000 y 10 000 veces mayor que si lo mirara de frente. Esto significa que incluso un sistema de radar muy pequeño tendría el rendimiento requerido. Si las bolas se sustituyen por pequeños dardos, se reduce la cantidad de propulsor y aumenta la cobertura vertical, concepto conocido como puercoespín. Por lo demás, es idéntico en concepto.

## Contramedidas
Hay una forma sencilla de derrotar a estos sistemas, aunque sea a costa de añadir una ojiva más al ataque. En este sistema se apuntarían dos cabezas nucleares al silo, una con un altímetro tipo barómetro que llega primero, y luego una segunda que es fusionada por contacto. El objetivo de la primera ojiva es explotar por encima del silo y aplanar el lecho de clavos. Esto no requiere una gran precisión y, por tanto, un barómetro funcionaría. El segundo RV podría entonces contactar con el fusible.
El lecho de guijarros, al estar enterrado, es mucho más robusto y probablemente sobreviviría a tal explosión. Pero como la defensa no puede saber qué está haciendo una ojiva en particular, cualquier vehículo recreativo que se acerque al silo requeriría que se active el sistema. Al poco tiempo, los perdigones vuelven a caer al suelo y las siguientes ojivas no serán interceptadas.
Se suponía que sería necesario apuntar dos ojivas a cada silo estadounidense para garantizar que al menos una impactara lo suficientemente cerca como para ser letal. Debido a que el polvo levantado por una ojiva destruirá a cualquier seguidor detrás, ambas deben impactar lo más cerca posible en el tiempo. Por lo tanto, no se podría utilizar uno de los dos vehículos recreativos existentes destinados al silo para este fin, sería necesario un tercero dedicado a esta función. Sin embargo, esa primera ojiva no ataca el silo y no tiene que ser muy precisa; una sola ojiva sería suficiente para garantizar que esta parte del ataque funcione. Por lo tanto, agregar estas defensas podría requerir tres ojivas por silo en lugar de dos.

## Nunca construido
A partir de 1969, el Departamento de Defensa de los Estados Unidos (DOD) comenzó a plantear la preocupación de que los futuros RV soviéticos, de la década de 1970, serían lo suficientemente potentes y precisos como para atacar la fuerza de misiles Minuteman. Comenzaron a estudiar nuevas soluciones para garantizar que la fuerza de misiles balísticos intercontinentales sobreviviera a tal ataque en número suficiente para garantizar que fuera posible un contraataque eficaz. Esto llevó al proyecto del misil MX y a sus numerosos cambios en la estrategia de base a medida que cambiaba la naturaleza de la amenaza.
A pesar de los comentarios del DOD sobre la naturaleza apremiante del problema y el hecho de que el lecho de clavos podría desplegarse inmediatamente y a bajo costo, el DOD y la Fuerza Aérea de los Estados Unidos casi no expresaron interés en hacerlo. En el momento en que se propuso el concepto, se señaló que «tales sistemas, tal vez debido a la tecnología anticuada empleada o porque son incapaces de defender un amplio espectro de objetivos, despiertan poco interés dentro del Departamento de Defensa. Esto es sorprendente en la visión del enorme énfasis dado por los Secretarios de Defensa, entre otros, desde 1969 a la cuestión de la vulnerabilidad de los Minuteman». Más tarde añadió que la falta de interés probablemente se debía a que dicho sistema hacía que el avance del MX fuera más difícil de justificar.
Los únicos comentarios sobre los sistemas provinieron del subdirector del programa de la Agencia Antimisiles de Defensa, quien afirmó que los conceptos eran «difíciles de sintetizar y aún cumplían con los criterios de bajo costo, rápido despliegue y efectividad adecuada».

### Citas
1. 1 2  Garwin, 1976, p. 53.
2. ↑  Garwin, 1976, p. 55.
3. 1 2 3 4 5 6 7 8 9 10  Garwin, 1976, p. 54.
4. ↑  Garwin, 1976, pp. 53–54.
5. 1 2  Medalia, 1981, p. 33.
6. ↑  Garwin, 1984, p. 392.
7. ↑  Garwin, 1976, p. 56.
8. ↑  Boese, 2005, pp. 35–36.
9. ↑  Garwin, 1976, pp. 55–56.
10. ↑  Garwin, 1984, p. 396.